# ミュージック・プレイド・バイ・ヒューマンズ
『ミュージック・プレイド・バイ・ヒューマンズ』（Music Played by Humans）は、2020年にリリースされたゲイリー・バーロウの5枚目のスタジオ・アルバムである。

## 概要
- 前作『シンス・アイ・ソー・ユー・ラスト』から7年ぶりにリリースされた。
- マイケル・ブーブレやバリー・マニロウ、ジェームス・コーデンなど多彩なゲストが参加している。
- 全英アルバムチャートでは自身のソロアルバムとしては3作目となる首位を獲得[1]。

## 収録曲
1. フーズ・ドライヴィング・ディス・シング - Who's Driving This Thing
2. インクレディブル - Incredible
3. エリータ　- Elita (featuring Michael Bublé and  Sebastián Yatra)
4. ザ・ビッグ・ベース・ドラム - The Big Bass Drum
5. ディス・イズ・マイ・タイム - This Is My Time
6. イナフ・イズ・イナフ - Enough Is Enough (featuring Beverly Knight)
7. バッド・リーブラン - Bad Libran
8. イレブン - Eleven (featuring Ibrahim Maalouf)
9. ビフォア・ウィ・ゲット・トゥー・オールド - Before We Get Too Old (featuring Avishai Cohen)
10. スーパーナチュラル - Supernatural
11. オー・ホワット・ア・デイ - Oh What a Day (featuring Chilly Gonzales)
12. ホワット・リーヴィングズ・オール・アバウト - What Leaving's All About (featuring Alesha Dixon)
13. ザ・カインド・オブ・フレンド・アイ・ニード - The Kind of Friend I Need (featuring James Corden)
14. アイ・ディドゥントゥ・シー・ザット・カミング - I Didn't See That Coming

デラックス盤ボーナストラック
1. レッツ・ゲット・ドランク - Let's Get Drunk
2. ザ・デイ・ザ・ワールド・ストップド・ターニング - The Day the World Stopped Turning
3. ユー・メイク・ザ・サン・シャイン - You Make the Sun Shine (featuring Barry Manilow)
4. インクレディブル（アコースティック・ヴァージョン） - Incredible (Acoustic version)
5. インクレディブル（F9 Charleston リミックス） - Incredible (F9 Charleston Remix)